# Keyshawn Woods
Antonio Keyshawn Woods (Gastonia, 28 gennaio 1996) è un cestista statunitense.

## Palmarès
- Campionato islandese: 1

Tindastoll: 2022-23